# Toretocheilum
Toretocheilum is een mosdiertjesgeslacht uit de  familie van de Escharinidae en de orde Cheilostomatida. De wetenschappelijke naam ervan werd in 1960 gepubliceerd door Rogick.

## Soorten
- Toretocheilum absidatum Rogick, 1960
- Toretocheilum turbinatum Hayward, 1996